# Рибейринья (Орта)
Рибейринья (порт. Ribeirinha) — район (фрегезия) в Португалии, входит в округ Азорские острова. Расположен на острове Файял. Является составной частью муниципалитета Орта. Население составляет 439 человек на 2001 год. Занимает площадь 11,27 км².
Покровителем района считается Левий Матфей (порт. São Mateus da Ribeirinha).